# Aix-Villemaur-Pâlis
Aix-Villemaur-Pâlis – gmina we Francji, w regionie Grand Est, w departamencie Aube. Została utworzona 1 stycznia 2016 roku z połączenia trzech wcześniejszych gmin: Aix-en-Othe, Palis oraz Villemaur-sur-Vanne. Siedzibą gminy została miejscowość Aix-en-Othe. W 2013 roku populacja wyżej wymienionych gmin wynosiła 3584 mieszkańców.